# پرواز شماره ۵۰۸ لانسا
پرواز شماره ۵۰۸ لانسا (به انگلیسی: LANSA Flight 508) یک پرواز از لیما به مقصد ایکیتوس بود که با ۸۶ مسافر و ۶ خدمه بودند، در تاریخ ۲۴ دسامبر ۱۹۷۱ در پورتو اینکا دچار سانحه شد و ۹۱ نفر جان باختند.